# Вэйхэ (река, впадает в Жёлтое море)
Вэйхэ́ (кит. упр. 潍河) — река в китайской провинции Шаньдун.

## Исторические названия
В исторических документах река также фигурирует под названием Вэйшуй (潍水). В верховьях реку часто называют «Хуайхэ» (淮河), так как иероглифы «Вэй» и «Хуай» отличаются всего одним элементом; эта взаимозамена указанных иероглифов отмечена ещё в «Ханьшу».

## География
Длина реки — 246 км, площадь водосборного бассейна — 6493 км².
Река (под названием «Хуайхэ») берёт своё начало в уезде Улянь городского округа Жичжао. Оттуда река течёт сквозь уезд Ишуй городского округа Линьи, и попадает на территорию городского округа Вэйфан. На территории Вэйфана она течёт на север сквозь Чжучэн, и на стыке Чжучэна, Гаоми, Аньцю и Чанъи попадает в водохранилище Сяшань — первое крупное водохранилище на территории Шаньдуна. После водохранилища река продолжает свой путь на север, и на территории Чанъи впадает в Бохайский залив.